# Жентара, Эдвард
Эдвард Жентара (пол. Edward Żentara; 18 марта 1956, Сянув, Западно-Поморское воеводство — 25 мая 2011[…], Тарнув, Малопольское воеводство) — польский актёр театра, кино и телевидения; также театральный режиссёр и театральный деятель.

## Биография
Родился 18 марта 1956 года в Сянуве. Актёрское образование получил в Киношколе в Лодзи, которую окончил в 1980 году. Дебютировал в театре в 1980. Актёр театров в Люблине, Варшаве, Кракове, Щецине, Кошалине, Тарнуве. В 1981—2007 годах выступал в спектаклях «театра телевидения». Директор театров в Кошалине и Тарнуве. Совершил самоубийство 25 мая 2011 года в Тарнуве. Похоронен на коммунальном кладбище в Кошалине.
Его сын Миколай является основателем польской блэк-метал-группы Mgła.

## Избранная фильмография
- 1981 — Был джаз / Był jazz
- 1981 — Большой забег / Wielki bieg
- 1984 — Марыня / Marynia
- 1985 — Полковник Редль / Redl ezredes — капитан Шалапска
- 1985 — Секирезада / Siekierezada
- 1985 — Дезертиры / C.K. dezerterzy
- 1987 — Лук Купидона / Łuk Erosa
- 1987 — Палата № 6 / Sala nr 6
- 1989 — Трудно быть богом / Es ist nicht leicht ein Gott zu sein — дон Румата Эсторский / Антон, сотрудник Института экспериментальной истории
- 1992 — Энак / Enak
- 1992 — Прекрасная незнакомка / Piękna nieznajoma (Польша/Россия) — шпион
- 1993 — сериал «Аляска Кид»
- 2000 — Приговор Франтишеку Клосу / Wyrok na Franciszka Kłosa
- 2002 — Ведьмак / Wiedźmin
- 2007 — Диверсант. Конец войны

## Признание
- 1986 — Премия за роль — 26-е Калишские театральные встречи.
- 1986 — Премия им. Збигнева Цибульского.
- 1989 — Бронзовый Крест Заслуги.